# Mobile City
Mobile City è un comune (city) degli Stati Uniti d'America della contea di Rockwall nello Stato del Texas. La popolazione era di 188 abitanti al censimento del 2010. Si trova alla periferia di Rockwall. Attualmente ha la più alta densità di popolazione per qualsiasi città del Texas ed è l'unica città del Texas che si trova sulla lista delle città statunitensi con la più alta densità di popolazione. Attualmente si trova al 74º posto nella lista e ha la popolazione più bassa per qualsiasi città in quella lista. È legata a Poplar Hills, Kentucky, come più piccola città per area totale nella lista.
Mobile City è costituita da un parco di case mobili, un negozio di liquori e un convenience store.

## Geografia fisica
Mobile City è situata a 32°55′21″N 96°24′40″W (32.922558, -96.411114).
Secondo lo United States Census Bureau, la città ha una superficie totale di 0,04 km², dei quali 0,04 km² di territorio e 0 km² di acque interne (0% del totale).

## Società

### Evoluzione demografica
Secondo il censimento del 2010, la popolazione era di 188 abitanti.

### Etnie e minoranze straniere
Secondo il censimento del 2010, la composizione etnica della città era formata dal 53,72% di bianchi, l'1,6% di afroamericani, lo 0% di nativi americani, lo 0% di asiatici, lo 0% di oceanici, il 41,49% di altre razze, e il 3,19% di due o più etnie. Ispanici o latinos di qualunque razza erano il 77,66% della popolazione.